# リモートPCミスターオン
リモートPCミスターオンとは、株式会社アイ・ツーによって提供されているネットワーク上に存在するコンピュータを遠隔操作するソフトウェア及びサービスである。

## 概要
このソフトウェアはマネージャーとクライアントの2つのプログラムに分かれている。 マネージャープログラムをインストールしたコンピュータからクライアントプログラムが起動しているコンピュータへ接続、遠隔操作を行う。
本ソフトを利用するためには公式サイトにて利用IDの取得が必要となる。クライアント側では自身に接続を許可するIDを設定し、マネージャー側は許可されたIDでサービスにログインすることによって、該当クライアントへの遠隔接続が可能となる。グローバルIPを必要としない点が特徴して挙げられる。

## 動作環境
- Windows XP
- Windows Vista
- Windows 7

## ソフトウェア構成
マネージャープログラム
操作側パソコンにインストールするプログラム。接続を許可されたIDを用いクライアントに遠隔接続を行う。
クライアントプログラム
被操作側パソコンにインストールするプログラム。自身に接続を許可するIDを設定し遠隔接続を受け入れる。
for USB マネージャープログラム
USBメモリにインストールする専用のマネージャープログラム。本プログラムをインストールしたUSBメモリをパソコンに接続することによって、サービスの利用が可能となる。

## 主な機能
リモートコントロール、モニタリング、ファイル転送、クリップボードの共有、マウス・キーボードロック、画面キャプチャ、クラアント側システム情報取得、クライアント側プロセス情報取得、Ctl+Alt+Del送信、クライアント画面拡大縮小機能が主な機能である。